# Cirey-lès-Pontailler
Cirey-lès-Pontailler är en kommun i departementet Côte-d'Or i regionen Bourgogne-Franche-Comté i östra Frankrike. Kommunen ligger i kantonen Pontailler-sur-Saône som tillhör arrondissementet Dijon. År 2022 hade Cirey-lès-Pontailler 180 invånare.

## Befolkningsutveckling
Antalet invånare i kommunen Cirey-lès-Pontailler
Referens:INSEE